# Saccharoturris monocingulata
Saccharoturris monocingulata é uma espécie de gastrópode do gênero Saccharoturris, pertencente a família Mangeliidae.